# Hollywood: um romance da América dos anos vinte
Hollywood: um romance da América dos anos vinte (inglês: Hollywood: a novel of America in the 1920s) é o quinto livro da série Narrativas do Império de Gore Vidal, que descreve alguns aspectos da biografia dos Estados Unidos. A obra foi publicada em 1990.

## Premissa
Em 1917, a história apresenta o contexto de um Estados Unidos sob o comando do presidente Woodrow Wilson, prestes a entrar na Primeira Guerra Mundial em solos europeus. Na Califórnia, nasce indústria. Caroline Sanford, que adquire o nome de Emma Traxler ao avançar ao estrelato, descobre o poder das imagens em movimento para manipular a realidade. Assim como Caroline equilibra suas duas vidas: uma como estrela de cinema da Costa Oeste e outra como editora de jornal da Costa Leste e amante do senador; os Estados Unidos devem equilibrar seus dois centros de poder: Hollywood e Washington.  A capital política contra a capital do entretenimento.
Gore Vidal apresenta intrigas e escândalos, citando tanto grandes nomes da tela de cinema quanto da política estadunidense.
O livro é o quinto da série Narrativas do Império, composto por: Washington, D.C. (1973), Burr (1973), 1876 (1976), Lincoln (1984), Hollywood (1990) e The Golden Age (2000). A obra é uma recriação fictícia, combinando elementos reais e imaginados.

## Discussões políticas
O livro, publicado em 1990, exibe como a indústria cinematográfica foi utilizada para influenciar a opinião pública e o apoio à da população dos Estados Unidos durante a Primeira Guerra Mundial, justificando a necessidade do conflito. Vidal, assim, cria uma associação entre a capital da política contra a capital do entretenimento. Apesar do título ser Hollywood, o foco pode ser descrito como a capital Washington, D.C., e a personagem Caroline Sanford se torna a conexão entre os dois polos.